# Ebola Syndrome
Ebola Syndrome ist ein Hongkong-Film von Herman Yau aus dem Jahre 1996.

## Handlung
Nachdem der Koch Kai San, der in einem Restaurant in Hongkong arbeitet, von seinem Chef beim Geschlechtsverkehr mit dessen Frau überrascht wird, tötet Kai sowohl diesen als auch besagte Frau. Lediglich die kleine Tochter der beiden überlebt. Kai muss daraufhin aus dem Land flüchten, um den Ermittlungen der Polizei zu entgehen. Kaum nach Südafrika geflüchtet, findet er dort abermals Arbeit in einem Restaurant. 
Da sein neuer Chef zu geizig ist, die Preise für Schweinefleisch auf dem örtlichen Markt zu zahlen, beschließt dieser das Fleisch – zusammen mit Kai – in einem nahegelegenen Dorf günstiger zu erwerben und mitzunehmen. Bei dieser Gelegenheit vergewaltigt der Koch eine der einheimischen Frauen und infiziert sich mit dem Ebolavirus, welches die Frau in sich trug. Kai gehört jedoch zu den wenigen Menschen, die gegen den Erreger resistent sind. Er weist zwar kurz darauf Krankheitssymptome auf, diese klingen jedoch recht schnell wieder ab. Somit wird der Koch zum Träger der tödlichen Seuche, ohne dies zu ahnen. 
Nachdem er auch von seinem neuen Chef beim Sex mit dessen Frau erwischt wird, tötet er auch diese beiden. Um jedoch nicht wieder flüchten zu müssen und um seine Tat zu vertuschen, führt er das Geschäft selbst weiter. Die Leichen seiner ehemaligen Arbeitgeber lässt er verschwinden, indem er sie zu Fleischbällchen verarbeitet, die er dann im Restaurant auf die Speisekarte setzt. Dadurch, dass Kai diese Fleischbällchen zubereitet und verkauft, infiziert er unabsichtlich sämtliche Kunden mit dem Ebolavirus. Die Seuche breitet sich schnell aus. Zudem kommt ihm die Polizei auf die Spur, nachdem die einzige Überlebende seines ersten Massakers in Hongkong ihn zufällig in „seinem“ Restaurant trifft und ihn an seinem Geruch wiedererkennt.
Während seiner zweiten Flucht zurück nach Hongkong wird Kai klar, dass er als Virenträger für die Seuche verantwortlich ist. Daraufhin, beginnt er eine ausweglose Verfolgungsjagd mit der Polizei durch die Straßen Hongkongs. Bei dieser infiziert er wahllos und aus purer Boshaftigkeit nichtsahnende Passanten, bis ihn die Polizei schließlich überwältigen kann.

## Deutsche Synchronfassung
| Darsteller             | Deutscher Sprecher | Figur          |
| ---------------------- | ------------------ | -------------- |
| Anthony Wong Chau-sang | Dirk Müller        | Kai San        |
| Lo Meng                | Michael Bauer      | Chef Kei       |
| Lu Cheung              | Diana Borgwardt    | Keis Ehefrau   |
| Tsui-Ling Wong         | Nicole Hannak      | Lily Chow      |
| Shui Ting Ng           | Jan Kurbjuweit     | Lilys Freund   |
| Sin-yi Yip             | Daniela Reidies    | Prostituierte  |
| Vincent Wan Yeung-Ming | Tim Moeseritz      | Sergeant Yeung |